# 樋井明日香
樋井 明日香（ひのい あすか、1991年1月8日 - ）は、日本の女優。大阪府出身。ギフト所属。HINOIチームの元メンバー。

## 略歴
小学生の時から沖縄アクターズスクール大阪校に在籍、B.B.WAVESのメンバーとして活動。その後大阪市のキャレスボーカル&ダンススクール大阪校に移籍し歌と踊りのレッスンを受ける。キャレス時代、アメリカ村のビッグステップでキャレス主催のファッションショーで優勝。
2002年7月3日、小山ひかる、広重美穂と3人で音楽ユニットLOVE&PEACEを結成。シングル「DRIFTER」でメジャー・デビュー。
2003年12月、ドラマ『あした天気になあれ。』主題歌「Wanna be your girlfriend」でソロ・デビュー。
2005年、小山ひかる、竹中里奈、松岡桂花の4人でHINOIチームを結成。4月から日本テレビ系『ミンナのテレビ』にレギュラー出演。5月18日、HINOIチームデビューシングル「IKE IKE」をリリース。
2007年2月、写真集『ASUKA』を発売。5月2日、シングル「明日への光」を発売・ソロ活動を再開。
2009年11月29日、自身のブログでヴィジョンファクトリーとの契約が終了したことを公表した。
2010年5月19日、従来のプライベート・アメーバブログをリニューアルしオフィシャルブログとしてリスタート。初日に1万を超えるアクセスを記録。
2012年10月19日、ファッションブランドA.li.Eオンラインショップのモデルに就任。
2013年2月17日、自身のブログで芸能プロダクション・ギフトに所属することになったことを発表した。7月、映画『生贄のジレンマ』に出演。清野菜名と共演した。
2013年8月15日 - 18日、薬丸翔主宰・劇団無色空間の舞台『お神検定』に出演。
2014年1月、ドラマ『なぞの転校生』に出演した。8月14日、映画『リュウグウノツカイ』トークイベントにウエダアツシ監督と、本作への出演はない清野とともに出席。10月8日、監督・篠崎誠とともに第19回釜山国際映画祭で開催された映画『SHARING』のティーチインに参加。12月10日、ドラマ『ファーストクラス』でウエディングドレス姿を披露。
2015年1月、安藤輪子とともにマクドナルド・カーリーポテトフライのCMに出演。1月16日、我妻三輪子とともに映画『さよなら歌舞伎町』のトークイベントに出演。8月、A.li.Eの新作スカートのモデルに就任。
2016年8月、松坂桃李主演の舞台『娼年』に出演。8月公開の映画『後妻業の女』に新米ホステス役で出演。『さよなら歌舞伎町』に続き、ヌードシーンを演じた。

## 人物
2015年1月よりオンエアされたマクドナルドのTV-CM（新商品のカーリーポテトフライ）で共演した安藤輪子とは以前から仲が良く、共演できたことの喜びの声をツイート。以降も自身の公式Instagramに安藤がよく登場している。

## 出演

### テレビドラマ
- ピュア・ラブシリーズ（MBS・TBS） - 元木ルナ 役
  - ピュア・ラブ（2002年）
  - ピュア・ラブII（2002年）
  - ピュア・ラブIII（2003年）
- クニミツの政（2003年、関西テレビ・フジテレビ） - 丸山翔子 役
- 鬼嫁日記 いい湯だな（2007年、関西テレビ・フジテレビ） - 倉田綾 役
- 相棒 season12 （2013年10月16日、テレビ朝日） - 立川美鶴 役
- なぞの転校生（2014年、テレビ東京） - 咲和子 役
- 水曜ミステリー9 葬儀屋松子の事件簿4（2014年、テレビ東京） - 増崎順子 役
- ファーストクラス（2014年12月10日、フジテレビ） - 河瀬春香 役
- 人間観察ミーティングドラマ ただいま会議中（2015年、NHK Eテレ）
- 予告犯－THE PAIN－（2015年、WOWOW） - 箕輪凜花 役
- 貴族探偵 第8話（2017年6月5日、フジテレビ） - 修善寺潤子 役
- ハロー張りネズミ 第9話（2017年9月8日、TBS） - 岸本杏里（あかつか幼稚園の先生） 役
- 池波正太郎時代劇 光と影 第9話「あほうがらす」（2017年、BSジャパン） - おたよ 役
- 大阪環状線 Part3 ひと駅ごとのスマイル 第6話（2018年2月21日、関西テレビ） - 美穂 役
- くノ一忍法帖 蛍火（2018年4月3日 - 、BSジャパン） - お玉 役
- PTAグランパ2!（2018年4月8日 -、NHK） - 北島沙織 役
- SUITS/スーツ 第9話（2018年12月3日、フジテレビ） - 袴田美波 役
- 白い巨塔 第四夜 - 最終夜（2019年5月25日 - 26日、テレビ朝日） - 野田華子 役
- 八つ墓村（2019年10月12日、NHK BSプレミアム） - 井川鶴子 役
- 24 JAPAN 第22話（2021年3月12日、テレビ朝日） - 浪崎小百合 役
- しもべえ 第7話・第8話（2022年3月25日、NHK BSプレミアム） - 早乙女 役
  - しもべえ 特別版 第7話・第8話（2022年11月6日・13日、NHK BSプレミアム） - 早乙女 役
- エルピス-希望、あるいは災い- 第7話・第8話・最終話（2022年12月5日・12日・26日、関西テレビ・フジテレビ） - 中村昌美 役
- 超人間要塞 ヒロシ戦記 第11話（2023年3月1日、NHK） - 看護師 役
- 東京貧困女子。-貧困なんて他人事だと思ってた-（2023年、WOWOW） - 新城ゆり 役
- あきない世傳 金と銀 第3話（2023年12月22日、NHK BSプレミアム）
- クラスメイトの女子、全員好きでした 最終話（2024年9月12日、読売テレビ・日本テレビ） - 河野美穂 役[13]
- オクラ〜迷宮入り事件捜査〜 第2話・第4話・第5話（2024年10月15日・29日・11月5日、フジテレビ）[14]

### 映画
- 生贄のジレンマ（2013年）- 越智香奈恵 役
- リュウグウノツカイ（2014年）- 千里 役
- さよなら歌舞伎町（2015年） - 高橋美優 役
- xxx KISS KISS KISS『背後の虚無』（2015年） - 夏子 役
- SHARING（2016年） - 水谷薫 役
- 後妻業の女（2016年） - 杉村理紗 役
- 光と禿（2017年） - 友梨 役[15]
- 一粒の麦（2017年）
- 美しい星（2017年） - イズミ 役
- リンキング・ラブ（2017年） - 北川梨奈 役
- のみとり侍 （2018年） - おしげ 役
- 葬式の名人（2019年） - 島大森奈都 役

### 舞台
- お神検定（2013年8月15日 - 2013年8月18日、無色空間）
- 娼年（2016年8月26日 - 9月15日、東京・大阪・福岡） - 白崎恵 役[16]
- monster & moonstar（2017年3月24日 - 2017年3月28日、VACANT）主演・彗 役[17]

### CM
- スカパーTV!「AT-X」
- マクドナルド カーリーポテトフライ 「一人占めしたくなる」篇 （2015年）
- Googleアプリ
  - 「気になるメニュー名」篇（2015年）
  - 「微妙なコトバ」篇（2015年）
- ポケモン 「ポケットモンスター ブリリアントダイヤモンド・シャイニングパール」「Pokémon LEGENDS アルセウス」
  - 「始まりの予感…」篇（2022年）
  - 「自由の先?」篇（2022年）

### ミュージック・ビデオ
- BOMI「Y.O.U」（2015年）

### ラジオ
- アメリカ村TV 樋井明日香のTeen's Voice（2008年1月 - 2009年10月、Kiss-FM）
- 「青春アドベンチャー」（NHK-FM）
  - UFOはもう来ない（2017年3月）
  - 夜に星を放つ（2023年8月）

### 配信
- アメリカ村TV 樋井明日香のTeen's Voice（2009年11月 - 2010年2月、アメリカ村TV）
- 火花（2017年、Netflix）

## 作品

### シングル
1. ♡Wanna be your girlfriend♡（2003年11月19日）
  1. ♡Wanna be your girlfriend♡
    - 作詞：Tommy february6
    - 作曲：MALIBU CONVERTIBLE
    - 編曲：MALIBU CONVERTIBLE、上杉洋史
    - 日本テレビ系ドラマ『あした天気になあれ。』主題歌
    - 日本テレビ系バラエティ『TVおじゃマンボウ』エンディングテーマ

  2. Baby Feels So Right!
    - 作詞：Tommy february6
    - 作曲：MALIBU CONVERTIBLE
    - 編曲：MALIBU CONVERTIBLE、上杉洋史
2. たったひとりの君（2004年4月14日）
  1. たったひとりの君
    - 作詞・作曲：伊秩弘将、編曲：鈴木俊介

  2. ロックンロールアーミー
    - 作詞・作曲：伊秩弘将、編曲：上杉洋史

  3. たったひとりの君〈Instrumental〉
  4. ロックンロールアーミー〈Instrumental〉
3. 明日への光（2007年5月2日）
  1. 明日への光
    - 作詞・作曲・編曲：佐々倉有吾
    - テレビ東京系アニメ『瀬戸の花嫁』エンディングテーマ（第1話 - 第13話）

  2. Voices
    - 作詞・作曲：瀧川潤、編曲：星野孝文

  3. 君がいた場所
    - 作詞：樋井明日香、作曲・編曲：川口進

  4. 明日への光〈Instrumental〉
  5. VOICES〈Instrumental〉
  6. 君がいた場所〈Instrumental〉

### 参加作品
1. FLOWER FESTIVAL〜VISION FACTORY presents（2008年3月19日）
  - 睡蓮
    - 作詞：樋井明日香、星野孝文、作曲・編曲：星野孝文

## 書籍

### 写真集
- 根本好伸『ASUKA―樋井明日香写真集』ワニブックス、2007年2月13日。ISBN 4847029917。

### 雑誌
- ラブベリー（ - 2007年3月号）
- Cawaii!（2007年4月号 - ）
- POTATO
- Kindai